# Artillerie-Schiessunfall von Egolzwil
Der Artillerie-Schiessunfall von Egolzwil ereignete sich am 12. Oktober 1922 in der Gemeinde Egolzwil im Kanton Luzern. Bei einer militärischen Schiessübung wurde eine 58-jährige Bäuerin durch einen Artillerie-Prellschuss in ihrem Haus getötet. Der Unfall führte zu grundlegenden Änderungen der Sicherheitsvorschriften für Artillerieschiessen in der Schweizer Armee.

## Vorgeschichte und Umstände
Bereits im Frühjahr 1922 hatten sich bei Schiessen der Feldhaubitz-Abteilung 28 in der Wauwiler Ebene Zwischenfälle ereignet, bei denen Geschossteile bei der Glashütte und Seewagen einschlugen. Die Gemeinderäte von Wauwil, Kaltbach LU und Mauensee LU hatten sich beim Militärdepartement beschwert, jedoch wurden diese Vorkommnisse nicht offiziell an andere Einheiten kommuniziert.
Im Herbst 1922 führte die Festungsartillerie-Batterie III/7 unter Hauptmann Hans Burkhardt Scharfschiessübungen durch. Da die normalen Festungsgeschütze fest eingebaut waren, verwendete die Batterie mobile 7,5-cm-Feldkanonen Modell 1903, die von Motorfahrzeugen gezogen wurden. Der Wiederholungskurs fand ausserhalb der normalen Kommandoordnung statt.

## Der Unfallhergang
Am 12. Oktober 1922 bezog eine halbe Batterie (zwei Geschütze) Stellung beim Hostris zwischen Egolzwil und Ettiswil. Das Zielgebiet lag im Schötzer Innermoos, 1350 Meter entfernt. Gegen 15 Uhr, während die Familie eine Zwischenmahlzeit ass, traf ein Artilleriegeschoss das Bauernhaus „Hübeli“. Das Geschoss war im weichen Moorboden abgeprallt und hatte als Abprallschuss (Rikoschettschuss) eine unkontrollierte Flugbahn genommen. Nach 1260 Metern durchschlug es ein Fenster und traf die Bäuerin tödlich am Kopf. Das Geschoss durchschlug mehrere Wände und blieb in der 40 Zentimeter dicken Stallmauer stecken, ohne zu explodieren.
Die Untersuchung ergab, dass 7,5-cm-Stahlgranaten mit Doppelzünder verwendet wurden. Das Geschoss traf mit einem kritischen Fallwinkel von nur 2,53° und einer Endgeschwindigkeit von 353 m/s auf. Bei diesem sehr flachen Auftreffwinkel konnte der Zünder nicht sicher ansprechen. Der weiche Moorboden begünstigte das Abprallen des Geschosses, das sich nach dem Aufprall wieder stabilisierte und weiterflog.

## Juristische Aufarbeitung
Nach dem Unfall wurde das Artillerieschiessen auf allen Waffenplätzen der Schweiz sofort eingestellt. Die nicht explodierte Granate wurde ins Spritzenhaus Egolzwil verbracht und drei Tage später im Egolzwilersee versenkt.
Nach ausgedehnten Verhandlungen erhielt die Bauernfamilie im Frühjahr 1923 schliesslich eine Entschädigung von 8'500 Schweizer Franken vom Bund zugesprochen. Kaufkraftbereinigt würde diese Summe heute ungefähr 57'000 Franken betragen. Rechtlich gesehen war eine derartige Zahlung eigentlich nicht vorgesehen. Trotzdem sah sich der Bundespräsident aufgrund der besonderen Umstände dazu veranlasst, eine Ausgleichszahlung zu bewilligen.
Hauptmann Burkhardt wurde vor dem Divisionsgericht 4 in Sursee wegen fahrlässiger Tötung angeklagt. Im Juni 1923 sprach ihn das Gericht jedoch frei, da die Vorhersehbarkeit eines solchen Prellschusses über diese Distanz nach damaligem Wissensstand nicht gegeben war.

## Folgen und Bedeutung
Als direkte Folge erliess die Abteilung für Artillerie am 31. März 1923 neue „Vorschriften betreffend Schiessübungen der Artillerie“ mit Einschränkungen bei der Wahl von Schiessplätzen, expliziten Warnungen vor Rikoschettschüssen, der Festlegung, dass im Wauwilermoos nur noch mit Genehmigung des Waffenchefs geschossen werden durfte, sowie dem Hinweis, dass Rikoschettschüsse „mehrere Kilometer weit“ gehen können.
Ab Ende 1922 wurden Flugbahntafeln mit grafischer Darstellung, Teilladungen für steilere Auftreffwinkel bei kurzen Distanzen und der Umbau aller Lafetten der 7,5-cm-Feldkanonen für grössere Rohrelevationen eingeführt.
Im Rahmen einer Aufarbeitung der Ereignisse wurden 2019 die Akten aus dem Bundesarchiv an die Nachkommen übergeben. Weiter wurde das Ereignis im Rahmen eines Egolzwiler Vereins sorgfältig aufgearbeitet.
Der Unfall markierte einen Wendepunkt in der militärischen Schiessausbildung der Schweiz. Er führte zu verbindlichen Sicherheitsvorschriften und zeigte die damaligen Grenzen des technischen Wissens über Artilleriegeschosse auf. Spätere Vorschriften präzisierten, dass Artilleriezünder nur bei Auftreffwinkeln über 16,8 Grad sicher ansprechen.